# Jiřice (Pelhřimovi járás)
Jiřice település Csehországban, a Pelhřimovi járásban. Jiřice Humpolec, Koberovice, Horní Rápotice és Kaliště településekkel határos. Lakosainak száma 940 fő (2024. január 1.).

## Népesség
A település lakosságának változását az alábbi diagram mutatja:
| Lakosok száma | 877  | 987  | 1087 | 1017 | 633  | 670  | 889  | 940  | 943  | 940  |
|               | 1869 | 1890 | 1921 | 1950 | 1980 | 2001 | 2017 | 2019 | 2022 | 2024 |